# (5385) Kamenka
(5385) Kamenka est un astéroïde de la ceinture principale.

## Description
(5385) Kamenka est un astéroïde de la ceinture principale. Il fut découvert le 3 octobre 1975 à Nauchnyj par Lioudmila Tchernykh. Il présente une orbite caractérisée par un demi-grand axe de 3,15 UA, une excentricité de 0,23 et une inclinaison de 9,8° par rapport à l'écliptique.

## Compléments